# SV Viktoria Kirchworbis
SV Viktoria Kirchworbis is een Duitse sportclub uit Kirchworbis, Thüringen. De club is actief in voetbal, handball, tennis, tafeltennis, gymnastiek, badminton en aerobics.

## Geschiedenis
De club werd op 13 april 1910 opgericht als FC Viktoria en is daarmee een van de oudste clubs van Eichsfeld. Na de Eerste Wereldoorlog werd de club lid van de Midden-Duitse voetbalbond en ging in de competitie van Eichsfeld spelen. Aanvankelijk was dit een tweede klasse onder de competitie van Kyffhäuser, maar vanaf 1927 werd de competitie verheven tot hoogste klasse en een jaar later promoveerde de club. Na drie seizoenen in de middenmoot degradeerde de club in 1932. Een jaar later werd de competitie helemaal hervormd en verdween de club naar de lagere reeksen. In 1940 staakte  de club de activiteiten wegens de omstandigheden in de Tweede Wereldoorlog.
Na de oorlog werd de club heropgericht als SG Kirchworbis en werd later de BSG Einheit Kirchworbis. In 1962 werd de naam BSG Fortschritt. Ten tijde van de DDR speelde de club nooit boven het niveau van de Kreisliga.
Na de Duitse hereniging werd de historische naam SV Viktoria terug aangenomen.